# Camponotus pictipes
Camponotus pictipes é uma espécie de inseto do gênero Camponotus, pertencente à família Formicidae.